# Мечеть Газі Ходжі
Мече́ть Газі́ Ходжі́ (тур. Gazi Hoca Camii) — мечеть, збудована в османський період в Едірне, Туреччина.
Хоча точна дата будівництва мечеті, яка є однокупольною кам'яною спорудою, невідома, у джерелах згадується, що її збудував Газі Ходжа Рюстем у XIV столітті. Мечеть, що перебуває під опікою Головного управління фондів, знаходиться під охороною 1-го ступеня Ради з питань охорони пам'яток. Мечеть, відреставрована у 1992 році, продовжує використовуватися і сьогодні.